# Shaun Goater
Leonard Shaun Goater MBE (Hamilton, 1970. február 25. –) bermudai labdarúgó. Számos angol labdarúgóklubban játszott csatárként az 1990-es és 2000-es években.

## Pályafutása
Goater első profi szerződését a Manchester United-dal kötötte. Az akkor még középpályás Goater nem értette, mivel keltette fel Sir Alex Ferguson figyelmét, de anyai támogatására elfogadta a kihívást és Angliába költözött. A beilleszkedés nehezen ment neki, sokat panaszkodott az angliai időjárásra, hogy keveset látja a napot, valamint honvágy is gyötörte. Mivel a Vörös Ördögöknél nem tudott a kezdőcsapatba kerülni és csak a tartalékok között számoltak vele, ezért hamar odébbállt, eligazolt az akkor harmadosztályú Rotherham United csapatához. Hét év alatt több mint 200 bajnokin lépett pályára, amelyeken 70 gólt szerzett. 1993-ban tett egy rövid kitérőt Nottinghambe, viszont csak egy mérkőzésen lépett pályára a Notts County-ban. 1996-ban ajánlatot kapott a spanyol Osasunától valamint a dél-koreai Suwon Samsung Bluewings-től is, de ő inkább átigazolt Bristol City-hez. Első mérkőzésén góllal debütált a Gillingham ellen, de 3–2-re kikapott a csapata. A Bristolban 75 bajnokin 40 gólt szerzett. A második szezonban bekerült az év álomcsapatába, ezt követően 400 000 fontért megvásárolta a Manchester City.
A City vezetősége megmentőként tekintett rá, az újonnan kinevezett vezetőedző, Joe Royle mindent megtett azért, hogy megmentse a klubot a másodosztályból való kieséstől. Goater 3 gólt szerzett a hátralévő 7 meccsen, a kiesést azonban nem tudták megakadályozni, így a City megkezdte első harmadosztálybeli szezonját. A szurkolók eleinte szkeptikusak voltak vele szemben, ő azonban góljaival meggyőzte őket. Egy dalt is írtak neki: "Feed The Goat And He Will Score" (Etesd a kecskét és eredményes lesz). A harmadosztályban 21 gólt szerzett, ezzel ő lett a házi gólkirály. A csapat a 3. helyen végzett, a rájátszás elődöntőjében Goater szerezte a győztes gólt a Wigan ellen. A döntőt drámai körülmények között megnyerték a Gillingham ellen, először 0–2-ről egyenlített a 90. perc után Kevin Horlock és Paul Dickov góljaival a City, majd a büntetőpárbajt 3–1-re nyerték, így egy év után rögtön visszajutottak a másodosztályba.
A következő szezonban Goater még jobb teljesítmény nyújtott, 29 góljával gólkirály lett a másodosztályban, a City 2. helyen végzett, így újra a Premier League-ben indulhattak.
Az első osztályban nem tudott megmaradni a csapat, bár Goater sérülései ellenére 11 gólt lőtt, rögtön visszaestek a másodosztályba. Ott viszont újra taroltak, 99 ponttal megnyerték a bajnokságot, Goater 32 gólt termelt, amivel a másodosztály gólkirálya lett.
Még egy évet eltöltött a Citynél, 2003-ban átigazolt a Reading-hez, amikor Anelka és Macken személyében két riválist kapott a csatár posztra és kiszorult a kezdőből. Utolsó mérkőzésén a Maine Roadon megkapta a csapatkapitányi karszalagot. A Manchester Cityben eltöltött 5 éve alatt 212 mérkőzésen 103 gólt szerzett, ezzel ő lett a csapat góllövő örökranglistáján a 17. Később játszott még a Coventry City és a Southend United csapatában, majd hazájában vezetett le, a North Village Rams csapatából vonult vissza 2010-ben.
Érdekesség, hogy 2000-ben hazája, Bermuda a június 21-ét kijelölte Shaun Goater-napnak, amiért dicsőséget szerzett a kis szigetországnak.
Goater folyamatosan képezi magát, a nagy álma, hogy egyszer edzőként térjen vissza a Manchester Cityhez.

## Statisztika

### Játékosként
| Klub teljesítmény | Klub teljesítmény  | Klub teljesítmény          | Bajnokság | Bajnokság | Kupa     | Kupa    | Ligakupa | Ligakupa | Nemzetközi    | Nemzetközi    | Összesen | Összesen |
| Szezon            | Klub               | Bajnokság                  | Fellépés  | Gól       | Fellépés | Gól     | Fellépés | Gól      | Fellépés      | Gól           | Fellépés | Gól      |
| Anglia            | Anglia             | Anglia                     | Bajnokság | Bajnokság | FA-kupa  | FA-kupa | Ligakupa | Ligakupa | Európa        | Európa        | Összesen | Összesen |
| ----------------- | ------------------ | -------------------------- | --------- | --------- | -------- | ------- | -------- | -------- | ------------- | ------------- | -------- | -------- |
| 1989–90           | Manchester United  | First Division             | 0         | 0         |          |         |          |          |               |               |          |          |
| 1989–90           | Rotherham United   | Third Division             | 12        | 2         |          |         |          |          |               |               |          |          |
| 1990–91           | Rotherham United   | Third Division             | 22        | 2         |          |         |          |          |               |               |          |          |
| 1991–92           | Rotherham United   | Fourth Division            | 24        | 9         |          |         |          |          |               |               |          |          |
| 1992–93           | Rotherham United   | Second Division            | 23        | 7         |          |         |          |          |               |               |          |          |
| 1993–94           | Rotherham United   | Second Division            | 39        | 13        |          |         |          |          |               |               |          |          |
| 1993–94           | Notts County       | First Division             | 1         | 0         |          |         |          |          |               |               |          |          |
| 1994–95           | Rotherham United   | Second Division            | 45        | 19        |          |         |          |          |               |               |          |          |
| 1995–96           | Rotherham United   | Second Division            | 44        | 18        |          |         |          |          |               |               |          |          |
| 1996–97           | Bristol City       | Second Division            | 42        | 23        | 1        | 0       | 4        | 1        |               |               | 47       | 24       |
| 1997–98           | Bristol City       | Second Division            | 33        | 17        |          |         |          |          |               |               |          |          |
| 1997–98           | Manchester City    | First Division             | 7         | 3         | 0        | 0       | 0        | 0        |               |               | 7        | 3        |
| 1998–99           | Manchester City    | Second Division            | 43        | 17        | 4        | 1       | 3        | 2        |               |               | 50       | 20       |
| 1999–2000         | Manchester City    | First Division             | 40        | 23        | 2        | 3       | 3        | 2        |               |               | 45       | 28       |
| 2000–01           | Manchester City    | Premier League             | 26        | 6         | 3        | 3       | 3        | 2        |               |               | 32       | 11       |
| 2001–02           | Manchester City    | First Division             | 42        | 28        | 2        | 2       | 2        | 2        |               |               | 46       | 32       |
| 2002–03           | Manchester City    | Premier League             | 26        | 7         | 1        | 0       | 2        | 0        |               |               | 29       | 7        |
| 2003–04           | Reading            | First Division             | 34        | 12        |          |         |          |          |               |               |          |          |
| 2004–05           | Reading            | Championship               | 9         | 0         |          |         |          |          |               |               |          |          |
| 2004–05           | Coventry City      | Championship               | 6         | 0         |          |         |          |          |               |               |          |          |
| 2005–06           | Southend United    | League One                 | 33        | 11        |          |         |          |          |               |               |          |          |
| Bermuda           | Bermuda            | Bermuda                    | Bajnokság | Bajnokság | FA-kupa  | FA-kupa | Ligakupa | Ligakupa | Észak-Amerika | Észak-Amerika | Összesen | Összesen |
| 2007              | Bermuda Hogges     | USL Second Division        | 8         | 3         |          |         |          |          |               |               |          |          |
| 2008              | Bermuda Hogges     | USL Second Division        | 1         | 0         |          |         |          |          |               |               |          |          |
| 2008–09           | North Village Rams | Bermudian Premier Division |           |           |          |         |          |          |               |               |          |          |
| 2009–10           | North Village Rams | Bermudian Premier Division |           | 1         |          |         |          |          |               |               |          | 1        |
| Összesen          | Anglia             | Anglia                     | 551       | 217       |          |         |          |          |               |               |          |          |
| Összesen          | Bermuda            | Bermuda                    | 16        | 4         |          |         |          |          |               |               |          |          |
| Karrier összesen  | Karrier összesen   | Karrier összesen           | 567       | 221       |          |         |          |          |               |               |          |          |

### Válogatottban lőtt góljai
| #   | Dátum              | Hely                                 | Ellenfél             | Gól | Végeredmény | Kiírás                        |
| --- | ------------------ | ------------------------------------ | -------------------- | --- | ----------- | ----------------------------- |
| 1.  | 1989. április 12.  | Barbadosi Nemzeti Stadion, Waterford | Barbados             | 1–0 | 2–1         | Barátságos                    |
| 2.  | 1990. május 13.    | Bones Park, Castries                 | Saint Lucia          | 1–0 | 2–0         | 1990-es karibi-kupa-selejtező |
| 3.  | 1990. május 13.    | Bones Park, Castries                 | Saint Lucia          | 2–0 | 2–0         | 1990-es karibi-kupa-selejtező |
| 4.  | 1992. április 26.  | Bermudai Nemzeti Stadion, Hamilton   | Haiti                | 1–0 | 1–0         | 1994-es vb-selejtező          |
| 5.  | 1992. május 24.    | Stade Sylvio Cator, Port-au-Prince   | Haiti                | 1–0 | 1–2         | 1994-es vb-selejtező          |
| 6.  | 1992. július 4.    | Bermudai Nemzeti Stadion, Hamilton   | Antigua és Barbuda   | 1–1 | 2–1         | 1994-es vb-selejtező          |
| 7.  | 1992. július 4.    | Bermudai Nemzeti Stadion, Hamilton   | Antigua és Barbuda   | 2–1 | 2–1         | 1994-es vb-selejtező          |
| 8.  | 1992. november 1.  | Estadio Cuscatlán, San Salvador      | Salvador             | 1–4 | 1–4         | 1994-es vb-selejtező          |
| 9.  | 1992. november 8.  | Independence Park, Kingston          | Jamaica              | 2–2 | 2–3         | 1994-es vb-selejtező          |
| 10. | 1992. november 15. | Swangard Stadium, Burnaby            | Kanada               | 1–3 | 2–4         | 1994-es vb-selejtező          |
| 11. | 2000. március 5.   | Sherly Ground, Road Town             | Brit Virgin-szigetek | 3–0 | 5–1         | 2002-es vb-selejtező          |
| 12. | 2000. március 5.   | Sherly Ground, Road Town             | Brit Virgin-szigetek | 4–0 | 5–1         | 2002-es vb-selejtező          |
| 13. | 2000. március 5.   | Sherly Ground, Road Town             | Brit Virgin-szigetek | 5–1 | 5–1         | 2002-es vb-selejtező          |
| 14. | 2004. március 31.  | Bermudai Nemzeti Stadion, Hamilton   | Nicaragua            | 1–0 | 3–0         | Barátságos                    |
| 15. | 2004. március 31.  | Bermudai Nemzeti Stadion, Hamilton   | Nicaragua            | 2–0 | 3–0         | Barátságos                    |

## Sikerei, díjai
Rotherham United
- Football League Trophy: 1995–1996

Manchester City
- Harmadosztály rájátszás győztes: 1999
- Másodosztály bajnok: 2001–2002

Southend United
- Harmadosztály bajnok: 2005–2006

Egyéni
- Másodosztály gólkirály: 2001–2002
- PFA Év csapata: 1997–1998, 2001–2002

## Fordítás
Ez a szócikk részben vagy egészben  a   Shaun Goater című angol Wikipédia-szócikk fordításán alapul.  Az eredeti cikk szerkesztőit annak laptörténete sorolja fel. Ez a jelzés csupán a megfogalmazás eredetét és a szerzői jogokat jelzi, nem szolgál a cikkben szereplő információk forrásmegjelöléseként.